# Higashi Koichi
Koichi Higashi (sinh ngày 23 tháng 8 năm 1978) là một cầu thủ bóng đá người Nhật Bản.

## Sự nghiệp câu lạc bộ
Koichi Higashi đã từng chơi cho Sagan Tosu và Nara Club.